# Amt Ruhland
Amt Ruhland (baix sòrab Amtske Rólany) és un amt ("municipalitat col·lectiva") del districte d'Oberspreewald-Lausitz, a Brandenburg, Alemanya. Té una extensió de 131 km² i una població de 7.986 habitants (2007). La seu és a Ruhland. El burgmestre és Roland Adler.

## Subdivisions
L'Amt Ruhland és format pels municipis:
- Grünewald (Zeleny Hózd )
- Guteborn (Wudwor )
- Hermsdorf (Hermanecy )
- Hohenbocka (Hory Bukow )
- Schwarzbach (Čorna Woda)
- Ruhland (Rólany)